# Gamones
Gamones es un municipio y localidad española de la provincia de Zamora, en la comunidad autónoma de Castilla y León.
La biodiversidad de su término municipal ha sido protegida por la Unesco con la figura de reserva de la biosfera transfronteriza bajo la denominación de Meseta Ibérica, por la Unión Europea con la Red Natura 2000 y por la comunidad autónoma de Castilla y León con la figura de parque natural, en estas dos últimas bajo la denominación de Arribes del Duero. La triple protección de este espacio natural busca preservar sus valores naturales, de gran valor paisajístico y faunístico, en el que destaca la presencia de aves como el buitre leonado, la cigüeña negra, el halcón peregrino, el alimoche, la chova piquirroja, el búho real, el águila real y el águila perdicera. Además, la notable conservación de este territorio le ha convertido en las últimas décadas en un punto de referencia del turismo de naturaleza.

## Toponimia
El origen de su nombre parece remontarse a épocas de la Baja Edad Media. La teoría más extendida afirma que Gamones tiene su origen en la presencia de  asfódelos o gamones, un género de plantas vivaces herbáceas, bianuales o perennes, oriundas del sur y centro de Europa.

## Geografía

Situación del municipio de Gamones en la provincia de Zamora.

Gamones se encuentra situado en el suroeste zamorano, a una distancia de 46 km de Zamora, la capital provincial; 19 km de Bermillo de Sayago, la cabecera comarcal; 32 km de Fermoselle, la capital de los arribes zamoranos; y 15 km de Miranda do Douro, ya en la vecina Portugal.
Pertenece a la histórica y tradicional comarca de Sayago. Administrativamente se integra dentro de la Mancomunidad Sayagua, el partido judicial de Zamora y la zona básica de salud de Sayago.
Su término municipal pertenece al parque natural de Arribes del Duero, un espacio natural protegido de gran atractivo turístico, que desde el 9 de junio de 2015 ha sido declarado reserva de la biosfera transfronteriza por la Unesco bajo la denominación de Meseta Ibérica, junto a otras zonas protegidas españolas y portuguesas.
| Noroeste: Miranda do Douro (Portugal) | Norte: Torregamones | Noreste: Moralina     |
| Oeste: Badilla                        |                     | Este: Moral de Sayago |
| Suroeste: Argañín                     | Sur: Monumenta      | Sureste: Luelmo       |

### Hidrografía
Dos arroyos cruzan la localidad, los Arroyos y La Rivera, que en su día alimentaron seis o siete molinos de los que perdura uno particular y dos comunitarios.

## Historia
Su origen está vinculado cuando menos a la época romana, dado que por Gamones pasaba una de las vías romanas más importantes que cruzaban Sayago, la calzada Mirandesa que unía la ciudad de Zamora con Miranda. Como testimonio de su existencia, esta localidad conserva una calle llamada La Calzada.
En la Edad Media, Gamones quedó integrado en el Reino de León, época en que habría sido repoblado por sus monarcas en el contexto de las repoblaciones llevadas a cabo en Sayago, datando su primera referencia escrita del siglo XIII. Es en esta época cuando la planta del gamón llegó a la Meseta Central Ibérica, después de la llegada del Císter, procedente de la Borgoña francesa. Los monjes lo trajeron consigo desde su tierra de origen a mediados del siglo XII, por lo que puede suponerse que el origen del pueblo sea en ese periodo asociado a alguna propiedad eclesiástica.
Posteriormente, en la Edad Moderna, Gamones estuvo integrado en el partido de Sayago de la provincia de Zamora, tal y como reflejaba en 1773 Tomás López en Mapa de la Provincia de Zamora.
Así, al reestructurarse las provincias y crearse las actuales en 1833, la localidad se mantuvo en la provincia zamorana, dentro de la Región Leonesa, integrándose en 1834 en el partido judicial de Bermillo de Sayago, dependencia que se prolongó hasta 1983, cuando fue suprimido el mismo e integrado en el Partido Judicial de Zamora.

## Geografía humana

### Demografía
Cuenta con una población de 92 habitantes (INE 2024).
| Gráfica de evolución demográfica de Gamones entre 1842 y 2021                                                         |
| |
| Población de derecho según los censos de población del INE. Población de hecho según los censos de población del INE. |

Según el Instituto Nacional de Estadística, Gamones tenía, a 31 de diciembre de 2018, una población total de 96 habitantes, de los cuales 56 eran hombres y 40 mujeres. Respecto al año 2000, el censo refleja 99 habitantes, de los cuales 58 eran hombres y 41 mujeres. Por lo tanto, la pérdida de población en el municipio para el periodo 2000-2018 ha sido de 3 habitantes, un 3% de descenso. Se trata del municipio de la zona donde menos ha descendido la población durante este periodo.

## Administración y política

### Elecciones municipales
| Partido político                                          | 2019  | 2019  | 2019       | 2015  | 2015  | 2015       | 2011  | 2011  | 2011       | 2007  | 2007  | 2007       | 2003  | 2003  | 2003       |
| Partido político                                          | %     | Votos | Concejales | %     | Votos | Concejales | %     | Votos | Concejales | %     | Votos | Concejales | %     | Votos | Concejales |
| Partido Popular (PP)                                      | 67,14 | 47    | 2          | 73,61 | 53    | 4          | 55,70 | 44    | 4          | 67,14 | 47    | 4          | 60,26 | 47    | 1          |
| Partido Socialista Obrero Español (PSOE)                  | 27,14 | 19    | 1          | 6,94  | 5     | 0          | 36,71 | 29    | 0          | 31,43 | 22    | 1          | 39,74 | 31    | 0          |
| Partido Regionalista del País Leonés (PREPAL)             | 5,71  | 4     | 0          | 27,78 | 20    | 1          | -     | -     | -          | -     | -     | -          | -     | -     | -          |
| Agrupación de Electores Unión Vecinal Independiente (UVI) | -     | -     | -          | -     | -     | -          | 40,51 | 32    | 1          | -     | -     | -          | -     | -     | -          |

El alcalde de Gamones no reporta información sobre su sueldo (2017).

## Monumentos y lugares de interés

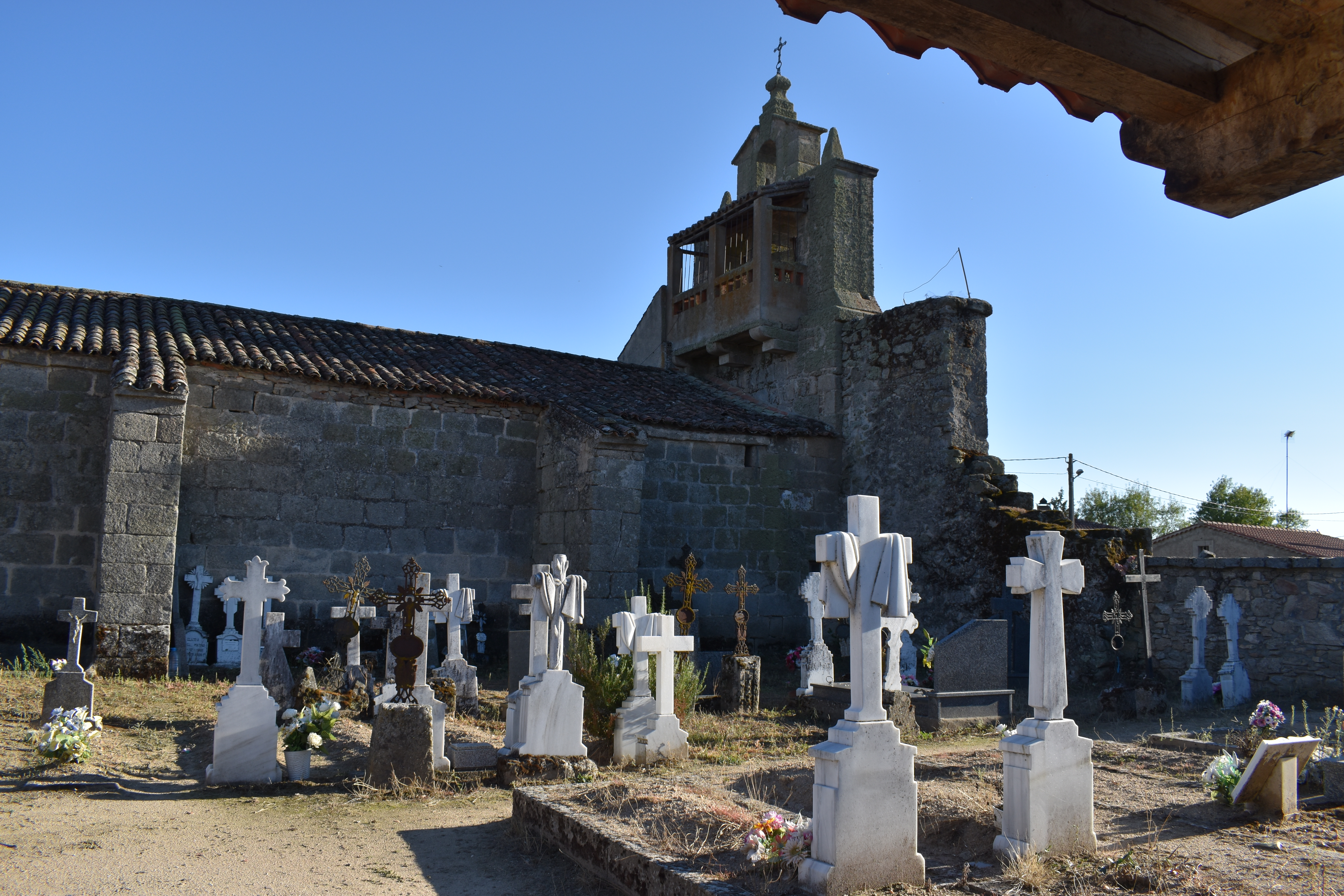
Iglesia y cementerio de Gamones.

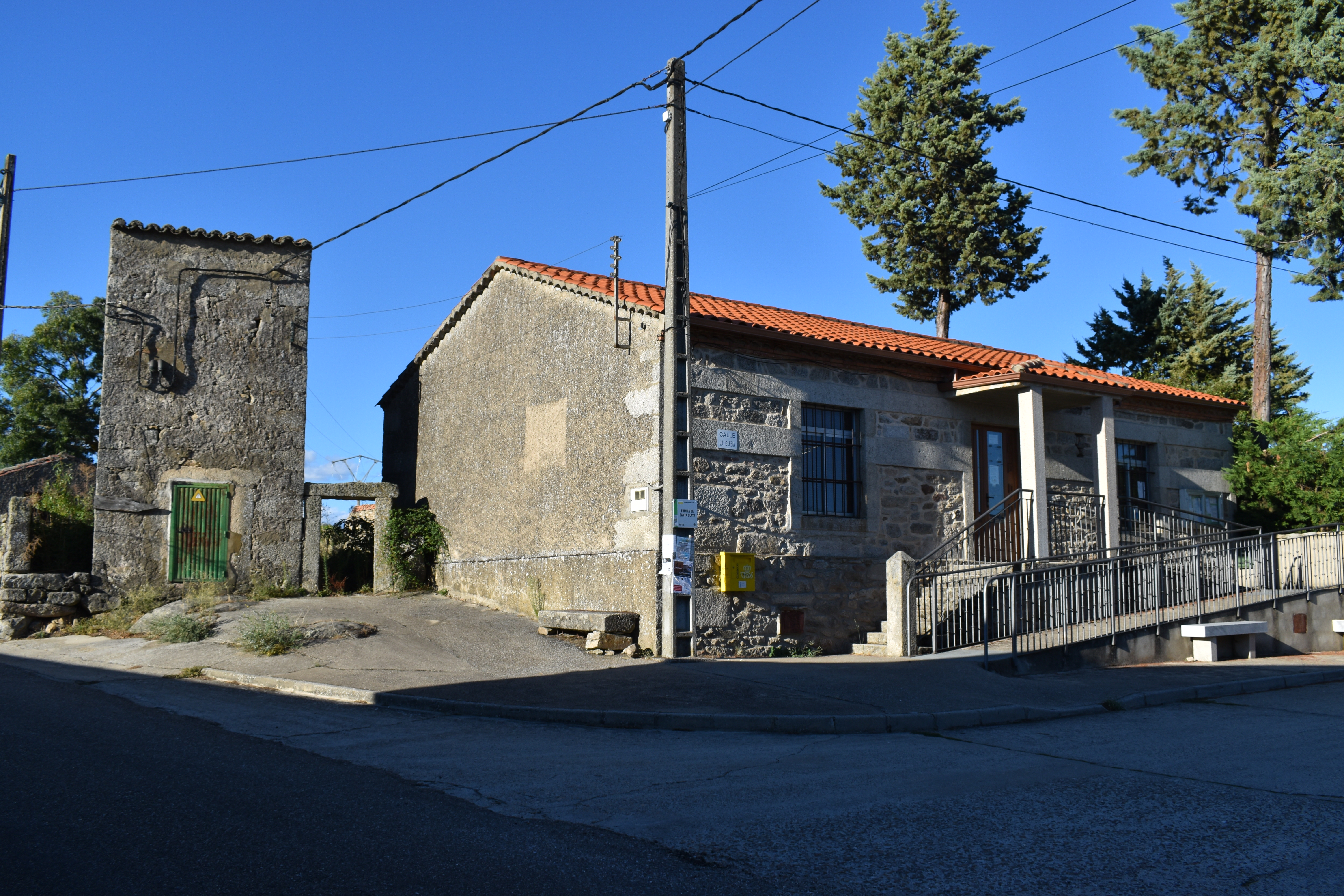
Casa consistorial.

La iglesia parroquial de la Purísima Concepción se encuentra situada en un pequeño altozano, junto a la carretera, y tiene anexado un pequeño cementerio en el copstado norte. Se trata de un edificio sencillo en piedra de granito, con una curiosa cabecera que inicia crucero, de manera que se conforma una planta en forma de T. En el lado de la epístola se abre un arco escarzano y en el del evangelio, un arco de medio punto. La nave se divide en tres tramos separados por arcos de medio punto, y el de los pies en ojiva. El edificio ha sufrido diversas intervenciones y remodelaciones a lo largo del tiempo, especialmente en el siglo XVIII. La espadaña, situada a los pies, no es de elevado porte. En su interior destacan una pequeña imagen de una Theotokos del siglo XIII, una Piedad del siglo XVII y unas pinturas murales en el muro de la epístola del primer tramo de la nave, además de una pequeña escena en intradós del arco triunfal.
También destaca la ermita de Santa Eulalia, situada sobre un cerro al noroeste de la población, y conocida comúnmente por ermita de Santa Olay. Se trata de un edificio modesto y adaptado al entorno, destaca por su acceso a través de los pies y bajo un porticado, posiblemente posterior, y en su interior una armadura de madera con restos de policromía en los tirantes. En su interior destaca un Cristo crucificado vestido del siglo XVI y una estridente rueda de campañillas, además de vestigios en el muro testero, bajo la capa de encalado, de antiguas pinturas murales.
La fuente del Pocirón, situada fuera del casco urbano y a la que antes de la llegada del saneamiento se iba a buscar el agua que se destinaba al consumo humano. Era tal su abundancia que incluso manaba incluso en la época estival.

## Curiosidades
La obra de Miguel Delibes titulada El tesoro está ambientada en una localidad rural llamada Gamones, que guarda algunos paralelismos con el auténtico pueblo pero siendo sus características, parajes y gentes fruto de la imaginación del escritor.